# جان باتس
جان مینور باتس (John Minor Botts) (۱۶ سپتامبر ۱۸۰۲–۸ ژانویه ۱۸۶۹)، سیاستمدار قرن نوزدهم، کشاورز و حقوق‌دان بود. در جریان جنگ داخلی آمریکا، وی یکی از اعضای برجسته طرفدار اتحاد آمریکا در ریچموند ایالت ویرجینیا بود.

## اوایل زندگی و خانواده
باتس در دامفریز ایالت ویرجینیا در خانوادهٔ بنجامین گینز باتس (۱۷۷۶–۱۸۱۱) وکیل سرشناس و خانم وی جان تیلر باتس (۱۷۸۲–۱۸۱۱)، متولد شد. هر دو والدین باتس در۲۶ دسامبر سال ۱۸۱۱ آتش‌سوزی تئاتر ریچموند جان باختند، ازین‌رو جان و خواهران و برادرانش توسط نزدیکانش در فردریکزبرگ بزرگ شدند.
باتس با مری وایتینگ بلر (۱۸۰۱–۱۸۴۱) ازدواج نمود و صاحب چندین فرزند بودند. دو پسر آن‌ها به‌نام‌های (جان و الکساندر) در نوجوانی فوت نمودند؛ آرچیبالد بلر باتس (۱۸۲۶–۱۸۴۷) پسر اول آن‌ها وارد ارتش ایالات متحده آمریکا شد و در سال ۱۸۴۷ در مکزیک درگذشت و ویرجنیا ای. باتس (۱۸۴۰–۱۸۶۲) دختر آن‌ها قبل از پدرش فوت نمود. بنا براین صرف بورلی بلر باتس (۱۸۳۰–۱۸۹۷)، روزلی اس. باتس لوئیز (۱۸۴۰–۱۸۳۷) و ایزابلا مک لین باتس لوئیز (۱۸۴۱–۱۹۲۸) پس از مرگ والدین‌شان زنده ماندند.

## حرفه
باتس پس از این‌که در کانون وکلای ویرجینیا پذیرفته شد، به شهرستان هنریکو ویرجینیا خارج از ریچموند نقل مکان نمود. مزرعه‌ای را به‌نام «نیم چاه» بر روی رودخانه چیکاومنی در ناحیه مزرعهٔ وارینا تقریباً در نُه مایلی شرق مرکز شهر ریچموند، به فعالیت انداخت. باتس از روش‌های پیشرفتهٔ کشاورزی که در «کارخانه‌جان مزارع جنوبی» از آن طرفداری می‌شد و همچنین کار برده استفاده می‌نمود. باتس همچنین اسب‌های مسابقه را تربیت و پرورش می‌کرد و حرفهٔ وکالت را نیز پیش می‌برد.

### حرفهٔ سیاسی
باتس در اولین نامزدی خود برای پُست سیاسی در سال ۱۸۳۱ شکست خورد اما در سال بعد برنده شد و از سال۱۸۳۳ تا ۱۸۳۹ نمایندهٔ شهرستان هنریکو در مجلس نمایندگان ویرجینیا بود. در سال ۱۸۳۵ به نظر می‌رسید که باتس در برابر ویلیام. بی. راندولف به شکست مواجه شده‌است، اما نتایج را در دادگاه با موفقیت به چالش کشید. در سال ۱۸۳۶ دوباره چنین به نظر می‌رسید که در برابر ویلیام ان. وایتینگ به شکست مواجه شده‌است، اما از طرف دادگاه برنده اعلان شد و بر کرسی تکیه زد.
در سال ۱۸۳۸ رأی‌دهندگان باتس را به‌عنوان ویگ در مجلس نمایندگان ایالات متحده انتخاب نمودند و ویلیام. ان. وایتینگ به‌عنوان نمایندهٔ ایالت هنریکو جانشین وی شد. باتس برخلاف اکثریت اعضای جناح ویگ، برمبنای قانون اساسی بلکه همچنین با درنظر داشتن وتوی تجاوز مجدد منشور بانک بر اختیارات کنگره توسط رئیس‌جمهور اندرو جکسون، با ایجاد دومین بانک ایالات متحده مخالفت نمود، بنابراین باتس تا سال ۱۸۴۱ از یک بانک ملی حمایت نمود. باتس یکی از معدود نمایندگان جنوبی بود که با دادخواست ضد بردده‌داری «قانون گگ» (خودداری از دریافت و پخش) دموکرات‌ها مخالفت نمود و اصرار داشت که این قانون، حق قانون اساسی برای دادخواست از دولت را نقض نموده و همچنین یک دریچهٔ ایمنی مهمی را که سبب کاهش آشوب‌های مقطعی می‌گردد، از بین می‌برد.
باتس از سال ۱۸۳۹ تا سال ۱۸۴۳ در کنگره خدمت نمود اما در سال ۱۸۴۲ (با حوزه بندی‌های جدید انتخاباتی پس از سرشماری سال ۱۸۴۰) نتوانست مجدداً انتخاب شود. باوجودیکه باتس خود برده داشت، اما به شدت مخالف گسترش برده‌داری در سرزمین‌ها بود و جان سی. کلهون نماینده دموکرات را که در صدد ضمیمه‌کردن تکزاس بود و این کار خصومت‌های مقطعی را افزایش می‌داد، مورد سرزنش قرار داد. در ۱۸ ژوئیه سال ۱۸۴۲، باتس قطعنامه‌ای را ارائه کرد که حاوی چندین اتهام علیه رئیس‌جمهور بود و به‌منظور تحقیق رفتار رئیس‌جمهور و توقع توصیه رسمی برای استیضاح، خواستار تشکیل کمیتهٔ نُه نفره شد. تا ژانویه سال بعدی زمانی‌که بعد از شکست باتس برای انتخاب مجدد، لایحه نیز با ۸۳ رأی موافق و ۱۲۷ رأی مخالف رد شد، لایحهٔ باتس در دستور کار مجلس قرار نگرفت. باتس بعد از این شکست به نشر نامه‌ها و مقالات در مخالفت با الحاق تکزاس ادامه داد.
باتس در سال ۱۸۴۶ مجدداً برنده انتخابات کنگره شد و از سال ۱۸۴۷ تا سال ۱۸۴۹ در کنگره خدمت نمود. او از سال ۱۸۴۷ تا سال ۱۸۴۹ رئیس کمیته امور نظامی بود و از این موقعیت در عوض مخالفت با جنگ، برای حمایت از ارتش (که پسراش در این ارتش جنگید و کشته شد) استفاده نمود. باتس بار دیگر در سال ۱۸۴۸ در انتخابات شکست خورد اما در سال ۱۸۵۰ مجدداً انتخاب شد.
باتس همچنین یکی از شش نمایندهٔ شهر ریچموند و شهرستان‌های چارلز سیتی، هنریکو و نیو کینت در کنوانسیون قانون اساسی ویرجینیا سال‌های ۱۸۵۰–۱۸۵۱ بود. باتس در این کنوانسیون ریاست کمیتهٔ منشور حقوق را به‌عهده داشت و بر لغو مجازات اعدام و حبس برای بدهی و به همین‌گونه توسعهٔ حق رأی و بیان دیدگاه برای ویرجینیایی‌های غربی، تأکید کرد. باتس همچنین پیشنهادی را ارائه کرد که مالکین را ملزم می‌ساخت که قبل از هرنوع آزاد سازی برده، باید ترتیبی را برای سفر شخص به خارج از ایالت یا اجازه قانونی برای ماندن در ایالت در دست گیرند.
باتس در سال ۱۸۵۲ در ریچموند دوباره وکالت خود را از سرگرفت. با از بین رفتن حزب ویگ (که باتس در آخرین کنوانسیون آن در سال ۱۸۵۲ شرکت نمود)، در سال ۱۸۵۴ نامزد تکت انتخاباتی حزب «من نمی‌دانم» برای کنگره شد اما برنده نشد. مخالفت او با پذیریش کانزاس به‌عنوان یک ایالت برده‌داری با مخالفت افکار عمومی در ویرجینیا مواجه شد.

### طلیعه و جنگ داخلی آمریکا
باتس طرفدار حزب دموکرات نبود. باتس به این باور بود که هنری. ای. وایز فرماندار ویرجینیا، حمله جان براون سال ۱۸۵۹ را طور مخفیانه به منظور برافروختن احساسات شهروندان برنامه‌ریزی نموده بود. باتس با حمایت آنا الا کرول برای متحدسازی حزب «من نمی‌دانم» با حزب جمهوری‌خواه تلاش نمود اما موفق به جلب حمایت هیچ‌یکی از این احزاب به عنوان کاندیدا ریاست جمهوری در سال ۱۸۶۰ نشد. در جریان انتخابات سال ۱۸۶۰ باتس با حزب اتحاد قانون اساسی ایالاات متحده، متحد شد و از جان بل حمایت نمود. باوجودیکه آبراهام لینکلن نامزد برنده جمهوری‌خواه و استیون ای. داگلاس کاندیدا دموکرات شمالی در سطح ملی نسبت به بل رأی بیشتری به‌دست آوردند، اما باتس به حمایت خود از اصول حزب اتحادیه قانون اساسی ادامه داد. حتی کارول قبل از مرگ‌اش اذعان نمود که باتس آنقدر رُک و راست و خشن بود که نتوانست حمایت کافی را جلب نماید.
باتس به عنوان یک نماینده اتحادیه‌گرا، موفق به جلب حمایت کافی برای شرکت در کنوانسیون جدایی طلبی ویرجینیا سال ۱۸۶۱ نشد، هرچند جان براون بالدوین اتحادیه‌گرای همکار او در این کنوانسیون انتخاب شد. رئیس‌جمهور لینکلن به‌طور جداگانه با باتس و بالدوین دیدار کرد و بعداً گزارش‌های متفاوتی از ملاقات‌های خود منتشر نمود که هیچیک مانع جدایی طلبی ویرجینیا نشد. باتس، بالدوین را به‌خاطر مخفی نگه‌داشتن پیشنهاد صلح لینکلن در حالی‌که ایالت بومی‌اش به سمت جدایی در حرکت بود، مورد سرزنش قرار داد.
باتس پس از اعلام جدایی ویرجینیا در جنگ داخلی آمریکا به شهرستان خود در هنریکو بازنشسته شد اما به نوشتن نامه‌ها برای سردبیران روزنامه‌ها ادامه داد و در احساسات خود به‌طور قطعی اتحادیه‌گرا باقی‌ماند.
باتس در جریان جنگ از مبارزه در برابر ویرجینیا خودداری نمود اما عضو کشورهای مشترک‌المنافع باقی‌ماند. در ۲ مارس سال ۱۸۶۲، مارشال جان اچ. ویندر رئیس کنفدراسیون ریچموند، باتس و همکار اتحادیه‌گرای او فرانکلسن استرنز را به‌خاطر حمایت از مواضع اتحادیه‌گرایی، پس از تعلیق حکم آزادی توسط کنفدراسیون به زندان انداخت. سرانجام حدود ۱۵۰ نفر بازداشت شدند و استرنز بعداً در منزل خود در ریچموند در حبس خانگی قرار گرفت جایی‌که خانواده‌اش می‌توانستند از وی مراقبت نمایند. باتس اظهار داشت که در حین اسارت، کاپیتان جورج دبلیو. الکساندر تلاش کرد تا او را متقاعد سازد که در بدل آزادی‌اش به عنوان سرتیپ به ارتش کنفدراسیون بپیوندد.